# Bobby Taylor & the Vancouvers
Bobby Taylor & The Vancouvers var en soulgrupp från Vancouver i Kanada som spelade in för skivbolaget Motown. 1968 hade gruppen en hit med "Does your mama know about me" som nådde plats 29 på Billboardlistan.
Gruppen hade både svarta och vita medlemmar och bestod av Bobby Taylor, sång, Tommy Chong, gitarr, Albert Leroy Harrison, keyboards, Wes Henderson, gitarr, Eddie Patterson, bas och Ted Lewis, trummor.
Tommy Chong blev senare känd som ena halvan av komikerparet Cheech och Chong.
Bobby Taylor började senare en solokarriär. Han är dock mest känd för att ha uppäckt Jackson 5, och därmed sångaren Michael Jackson, och förmått Motowns ägare Berry Gordy att skriva skivkontrakt med dem.

## Diskografi

### Album
- 1968 – Bobby Taylor & The Vancouvers
- 1990 – Find My Way Back

### Singlar
- 1968 – "Does Your Mama Know About Me"
- 1968 – "I Am Your Man"
- 1968 – "Malinda"